# Monodontomerus obscurus
Monodontomerus obscurus är en stekelart som beskrevs av John Obadiah Westwood 1833. Monodontomerus obscurus ingår i släktet Monodontomerus och familjen gallglanssteklar. Arten är reproducerande i Sverige. Inga underarter finns listade i Catalogue of Life.